# Tadżycy w Chinach
Tadżycy w Chinach (chiń. 塔吉克族, pinyin Tǎjíkèzú) – jedna z 55 oficjalnie zarejestrowanych mniejszości narodowych w Chińskiej Republice Ludowej.
Jej populacja wynosi 41 028 osób. Zamieszkuje ona głównie zachodni region Chin, Sinciang, z czego ponad 60% osób żyje w Takskorgańskim Tadżyckim Obwodzie Autonomicznym. Badania potwierdzają tezę, że ta mała wschodnioirańska grupa etniczna jest związana, ale bardzo odmienna od Tadżyków mieszkających w Tadżykistanie.
W Chinach żaden z języków, którymi posługują się mieszkający tam Tadżycy, nie posiada statusu urzędowego również w regionach zamieszkanych przez większość tadżycką. Głównym językiem jest język sarikoli, którym posługuje się 16 tysięcy osób. Kolejnym jest język ujgurski oraz chiński. Najmniej popularnym językiem chińskich Tadżyków jest język wachański, którym posługuje się około 6000 osób.